# Nika Fleiss
Nika Fleiss (* 14. Dezember 1984 in Brežice, Jugoslawien) ist eine ehemalige kroatische Skirennläuferin. Sie zählte während mehrerer Jahre zur erweiterten Weltspitze im Slalom und erreichte sechs Top-10-Platzierungen im Weltcup sowie zwei Top-10-Platzierungen bei Weltmeisterschaften.

## Biografie
Fleiss nahm ab November 1999 an FIS-Rennen teil, feierte noch im selben Winter ihre ersten Siege und startete im Januar 2001 erstmals im Europacup. Obwohl sie bis dahin noch keine Weltcuprennen bestritten hatte, nahm sie bereits im Februar 2001 am Slalom der Weltmeisterschaften 2001 in St. Anton am Arlberg teil, den sie an 22. Stelle beendete. Ab der Saison 2001/02 startete Fleiss auch im Weltcup. In ihrer ersten Weltcupsaison blieb sie zwar ohne Ergebnis, da sie sich nie für einen zweiten Durchgang qualifizieren konnte, doch bei den Olympischen Winterspielen 2002 in Salt Lake City erreichte die damals 17-Jährige den zwölften Rang im Slalom. Im nächsten Winter gewann Fleiss ihre ersten Weltcuppunkte, als sie im Slalom von Park City Zehnte wurde, doch zumeist scheiterte sie auch in diesem Winter noch an der Qualifikation für den zweiten Lauf. Bei den Weltmeisterschaften 2003 in St. Moritz erreichte sie sogar den achten Platz.
In der Saison 2003/04 erreichte Fleiss im Europacup ihren ersten Sieg und den dritten Platz in der Slalomwertung. Zudem gewann sie die Silbermedaille im Slalom bei den Juniorenweltmeisterschaften 2004 in Maribor. Im Weltcup fuhr sie nun bereits regelmäßig unter die schnellsten 20. Im folgenden Winter konnte sie sich im Weltcup weiter steigern. Sie erreichte insgesamt vier Top-10-Ergebnisse und mit dem sechsten Platz im Slalom beim Weltcupfinale in Lenzerheide am 12. März 2005 das beste Weltcupergebnis ihrer Karriere. Im Slalomweltcup belegte sie den zehnten Platz. Ebenfalls Zehnte wurde sie im Slalom der Weltmeisterschaften 2005 in Santa Caterina. Nicht mehr ganz so erfolgreich verlief die Saison 2005/06. Fleiss erreichte zwar noch mehrere Top-15-Platzierungen, schaffte es aber nicht mehr unter die schnellsten zehn. Allerdings konnte sie neben dem Slalom nun auch im Riesenslalom punkten, was ihr zuvor noch nie gelungen war. Ihr bestes Weltcupergebnis im Riesenslalom erzielte sie mit dem 15. Platz am Rettenbachferner in Sölden am 22. Oktober 2005. Auch in der damals noch neuen Super-Kombination fuhr sie einmal unter die schnellsten 30. Bei den Olympischen Winterspielen 2006 in Turin war ihr bestes Resultat der 19. Platz im Riesenslalom.
Am 23. November 2006 verletzte sich Fleiss bei einem Trainingssturz in Aspen, bei dem sie mit dem österreichischen Trainer Bernd Brunner zusammenstieß, schwer. Sie erlitt einen Kreuzbandriss und musste den Rest der Saison pausieren. In ihrem ersten Weltcuprennen nach der Verletzungspause, dem Slalom auf der Reiteralm am 10. November 2007, meldete sich Fleiss mit einem 15. Platz zurück. Nach weiteren Top-20-Ergebnissen erreichte sie am 30. Januar 2009 als Zehnte des Slaloms von Garmisch-Partenkirchen noch einmal ein Top-10-Ergebnis im Weltcup – ihr erstes seit knapp vier Jahren. Bei den Weltmeisterschaften 2009 in Val-d’Isère belegte sie den 32. Rang im Riesenslalom. Im Slalom schied sie im ersten Durchgang aus.
In der Saison 2009/10 erreichte Fleiss zum ersten Mal seit 2002 keine Top-20-Ergebnisse mehr im Weltcup und erstmals seit sieben Jahren (mit Ausnahme ihrer Verletzungspause) keine Platzierung unter den besten 30 im Slalomweltcup. Bei den Olympischen Winterspielen 2010 in Vancouver wurde sie 25. im Slalom und schied im Riesenslalom aus. Aufgrund der ausbleibenden Weltcup-Erfolge wurde Fleiss nach der Saison vom kroatischen Verband aus dem Kader entlassen. Sie beendete daraufhin im Alter von 25 Jahren ihre Karriere. Im April 2011 war Fleiss in der kroatischen Ausgabe des Playboy-Magazins zu sehen.

## Erfolge

### Olympische Spiele
- Salt Lake City 2002: 12. Slalom, 36. Riesenslalom
- Turin 2006: 19. Riesenslalom, 23. Slalom, 40. Super-G
- Vancouver 2010: 25. Slalom

### Weltmeisterschaften
- St. Anton 2001: 22. Slalom
- St. Moritz 2003: 8. Slalom, 26. Riesenslalom
- Santa Caterina 2005: 10. Slalom, 29. Riesenslalom
- Val-d’Isère 2009: 32. Riesenslalom

### Weltcup
- Saison 2004/05: 10. Slalomwertung
- 6 Platzierungen unter den besten zehn

### Europacup
- Saison 2003/04: 3. Slalomwertung
- 3 Podestplätze, davon 2 Siege:

| Datum            | Ort          | Land      | Disziplin |
| ---------------- | ------------ | --------- | --------- |
| 17. Februar 2004 | Rogla        | Slowenien | Slalom    |
| 2. März 2005     | Passo Tonale | Italien   | Slalom    |

### Juniorenweltmeisterschaften
- Québec 2000: 16. Riesenslalom, 23. Super-G
- Verbier 2001: 11. Slalom, 26. Riesenslalom
- Sella Nevea 2002: 8. Slalom, 12. Riesenslalom
- Maribor 2004: 2. Slalom, 20. Super-G, 33. Riesenslalom

### Weitere Erfolge
- 12 Siege in FIS-Rennen
- 1 kroatischer Meistertitel (Slalom 2004)